# دافنه گینس
دافنه گینس (انگلیسی: Daphne Guinness؛ زادهٔ ۹ نوامبر ۱۹۶۷) یک هنرمند و طراح مد و لباس اهل ایرلند و بریتانیا است. پدرش جاناتان گینس، سومین بارون موین، پسر ارشد دیانا میتفورد و برایان گینس است. دیانا میتفورد دختر دیوید فریمن-میتفورد، بارون دوم رددیل، پدر خواهران میتفورد بود. میتفورد از گینس طلاق گرفت و با رهبر اتحادیه فاشیست‌های انگلیس، سر اسوالد موزلی، ازدواج کرد.
گینس تهیه کنندگی سه فیلم کوتاه را بخ عهده داشته‌است. از فیلم‌ها یا برنامه‌های تلویزیونی که وی در آن نقش داشته‌است می‌توان به بازپرداخت اشاره کرد. وی همچنین در سال ۲۰۱۱ در فیلمی به نام «قتل ژان سبرگ» بازی کرد.
دافنه گینس در سال ۱۹۶۷، دختر وارث آبجوسازی، جاناتان گینس، لرد موین و زیبایی فرانسوی، سوزان لیزنی به دنیا آمد. مادربزرگ پدری او دایانا میتفورد، یکی از خواهران افسانه ای میتفورد بود. در سال ۱۹۸۷، در سن نوزده سالگی، دافنه با اسپیروس نیارچوس ازدواج کرد. پس از طلاقش در سال ۱۹۹۹، دافنه نام خانوادگی خود را از سر گرفت و در دهه گذشته یک موجود مد خارق‌العاده در صحنه جهانی ظاهر شد. ما تمایل داریم مد را به عنوان خلق شده توسط طراحان مد تصور کنیم. با این حال طراحان به تنهایی خلق نمی‌کنند. آماندا هارلچ، دستیار و موزه کارل لاگرفلد، گفته‌است که کارل پیوسته از [دافنه] الهام می‌گیرد. علاوه بر این، اگرچه طراحان ظاهر جدیدی را پیشنهاد می‌کنند، اما برای اینکه چیزی مد شود، از باند فرودگاه خارج شود و وارد زندگی واقعی شود، باید توسط افراد مختلف مد، از جمله ویراستاران، عکاسان، خرده فروشان و طراحان مد مورد توجه قرار گیرد.